# Little Somborne
Little Somborne est une paroisse civile et un village du Hampshire, en Angleterre.